# フェリーかつらぎ
フェリーかつらぎは、南海フェリーが運航しているフェリー。

## 概要
南海フェリー子会社・りんくうフェリー向けの新造船として臼杵造船所で建造され、1998年4月2日に泉佐野 - 徳島航路に就航したが、半年後の1998年10月1日には航路休止となり、南海フェリーの和歌山 - 徳島航路に転配された。本船の転配により従来就航していたフェリーよしのは引退した。
共有建造制度を利用して建造された運輸施設整備事業団（現在は鉄道建設・運輸施設整備支援機構）との共有船である。

### 航路
りんくうフェリー
- 泉佐野港 - 徳島港

本船とフェリーつるぎの2隻で就航した。
南海四国ライン
- 和歌山港 - 徳島港

本船とフェリーあいの2隻で1日8往復を運航する。早朝・深夜を除いて和歌山港駅発着の南海和歌山港線の列車に接続する。

## 設計
船体は4層構造で最上層が操舵室および乗組員区画、2層の船室、最下層が車両甲板となっている。
ランプウェイは船首および船尾に装備する。ファンネルの直後に減揺水槽が設置されている。
交通エコロジー・モビリティ財団の海上交通バリアフリー施設整備助成事業の助成を受け、2013年に段差解消スロープの設置などバリアフリー改造が行われた。船内にエレベーターは設置されていないため、車椅子などの場合、エレベーターの設置されているターミナルビルからボーディングブリッジで乗船するよう案内されている。

## 船内

### 船室
- グリーン席（30席） - リクライニングシート
- 絨毯席
- 椅子席（80席） - リクライニングシート
- ファミリー席（16席） - 4人がけテーブル席
- ビジネスコーナー（6席） - 電源付ブース席
- ドライバールーム

### 設備
- 売店[1][2]
- 自動販売機
- ゲームコーナー

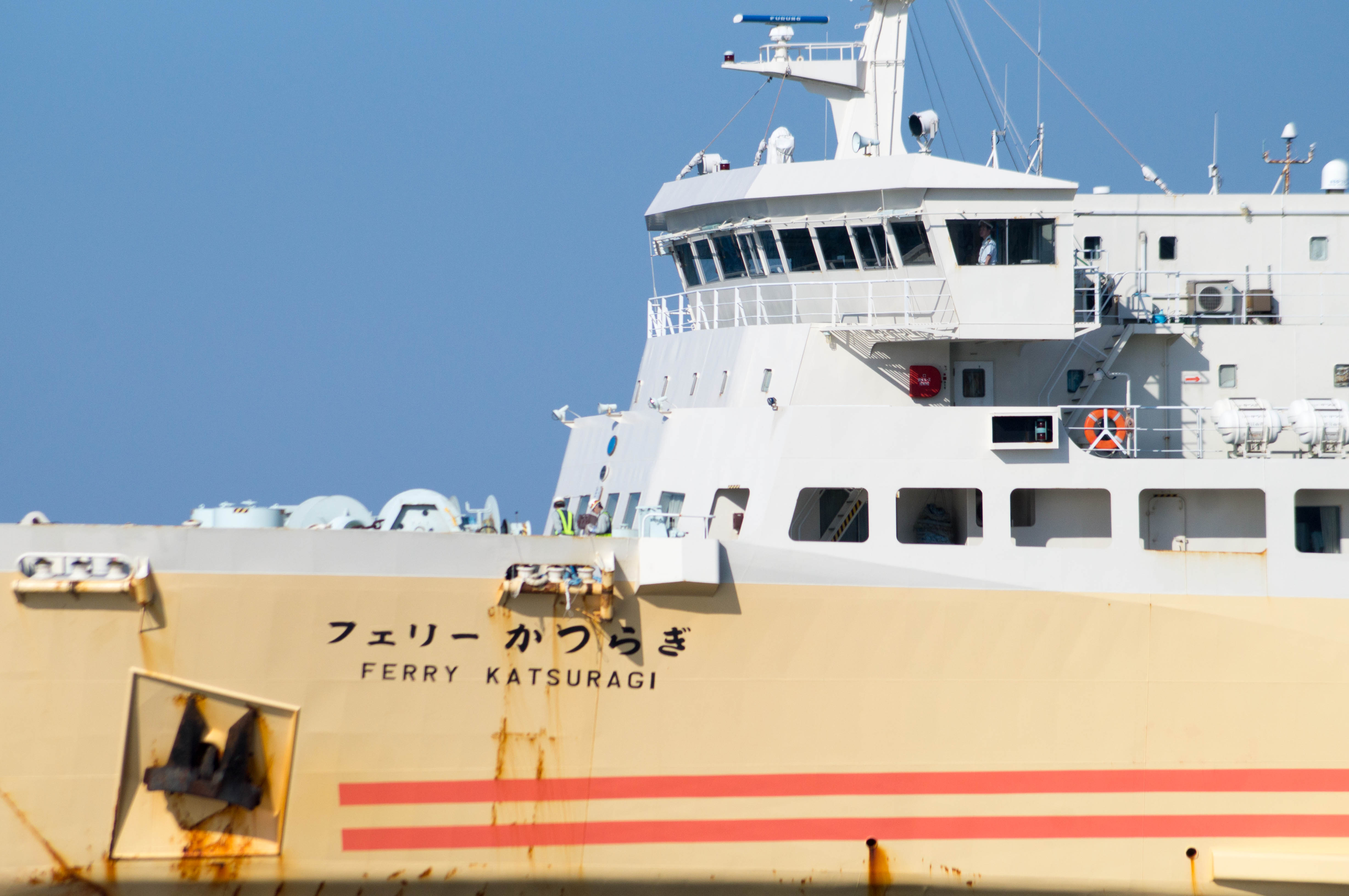
船橋
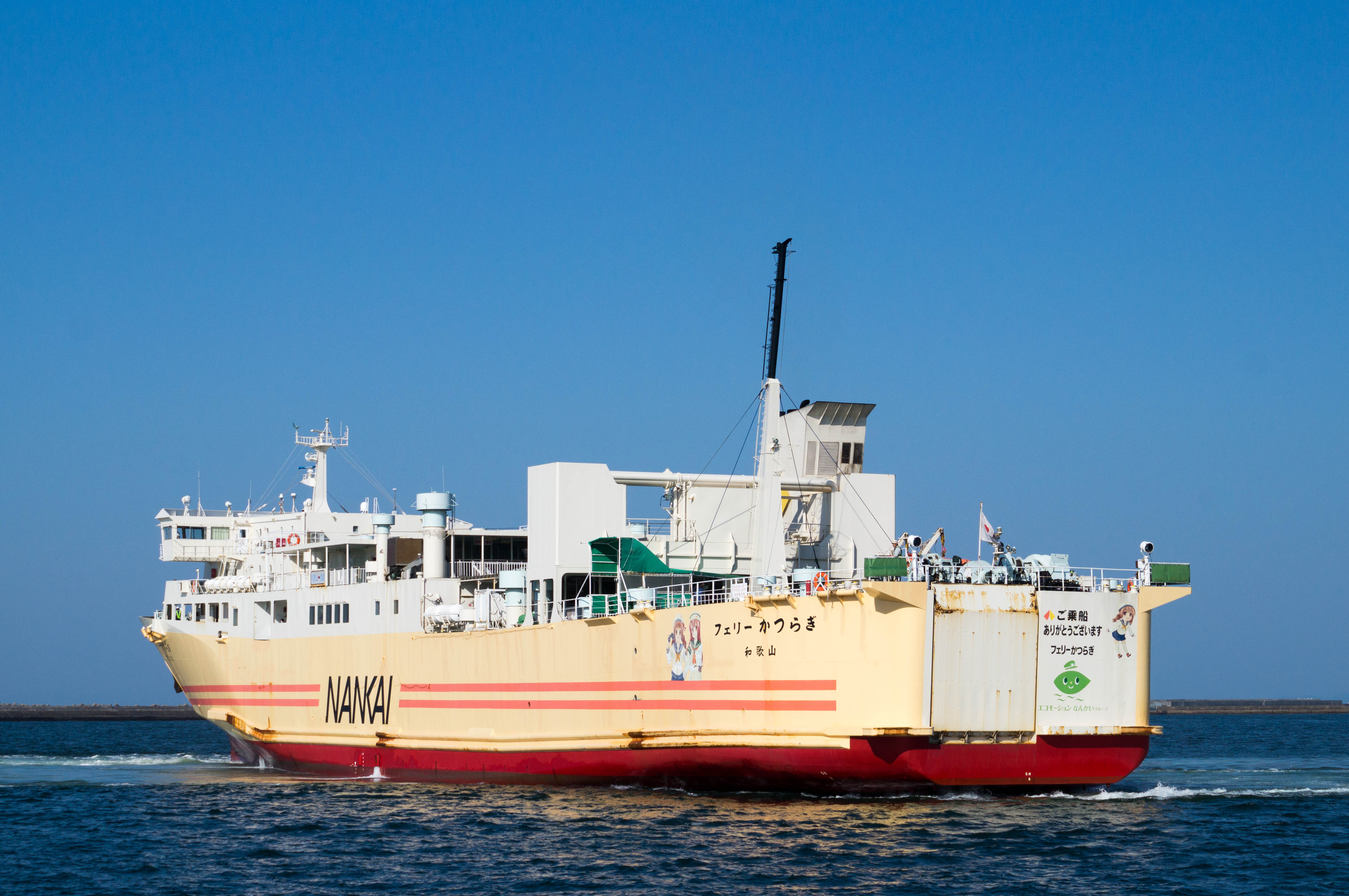
左舷
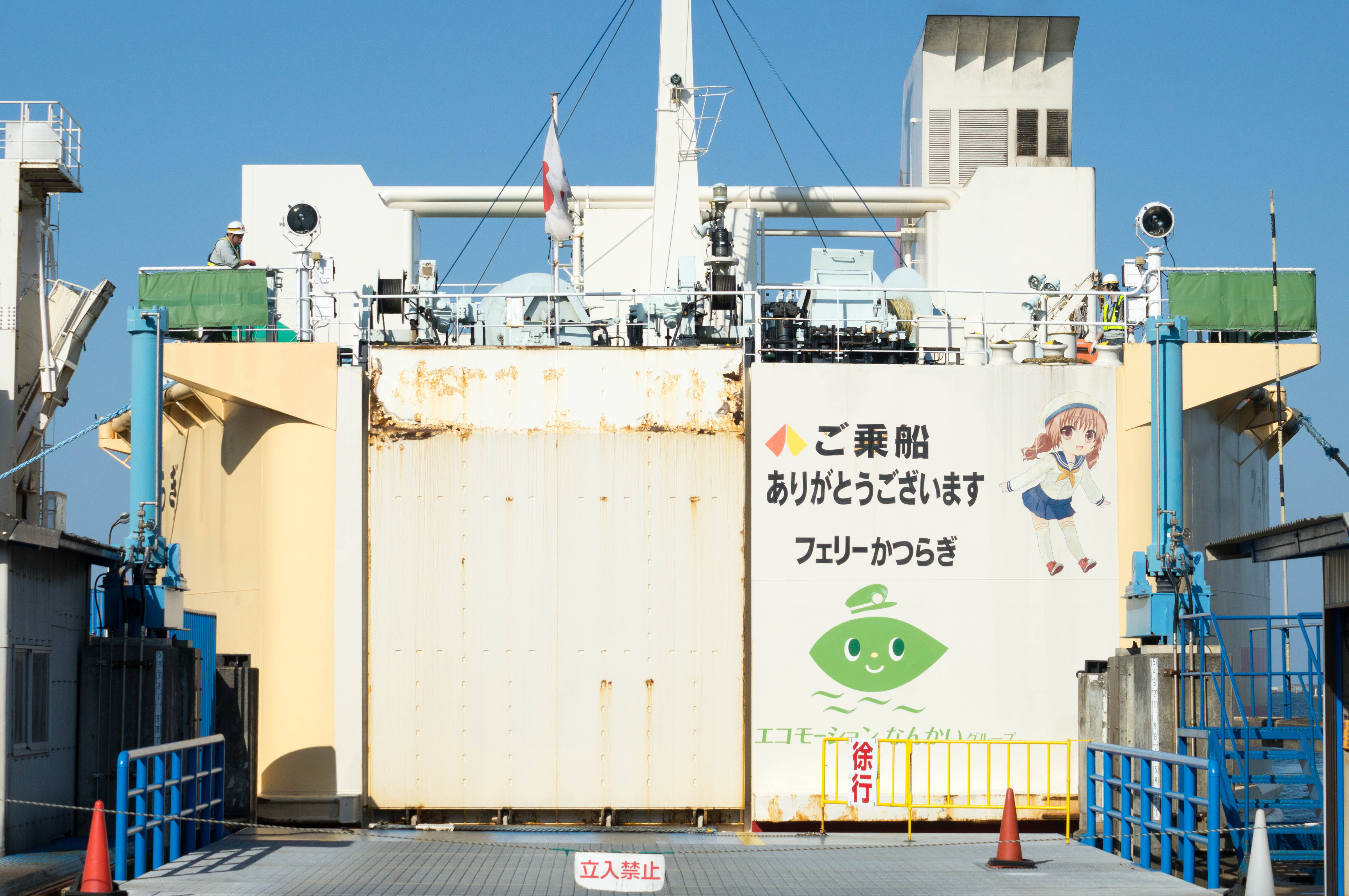
船尾
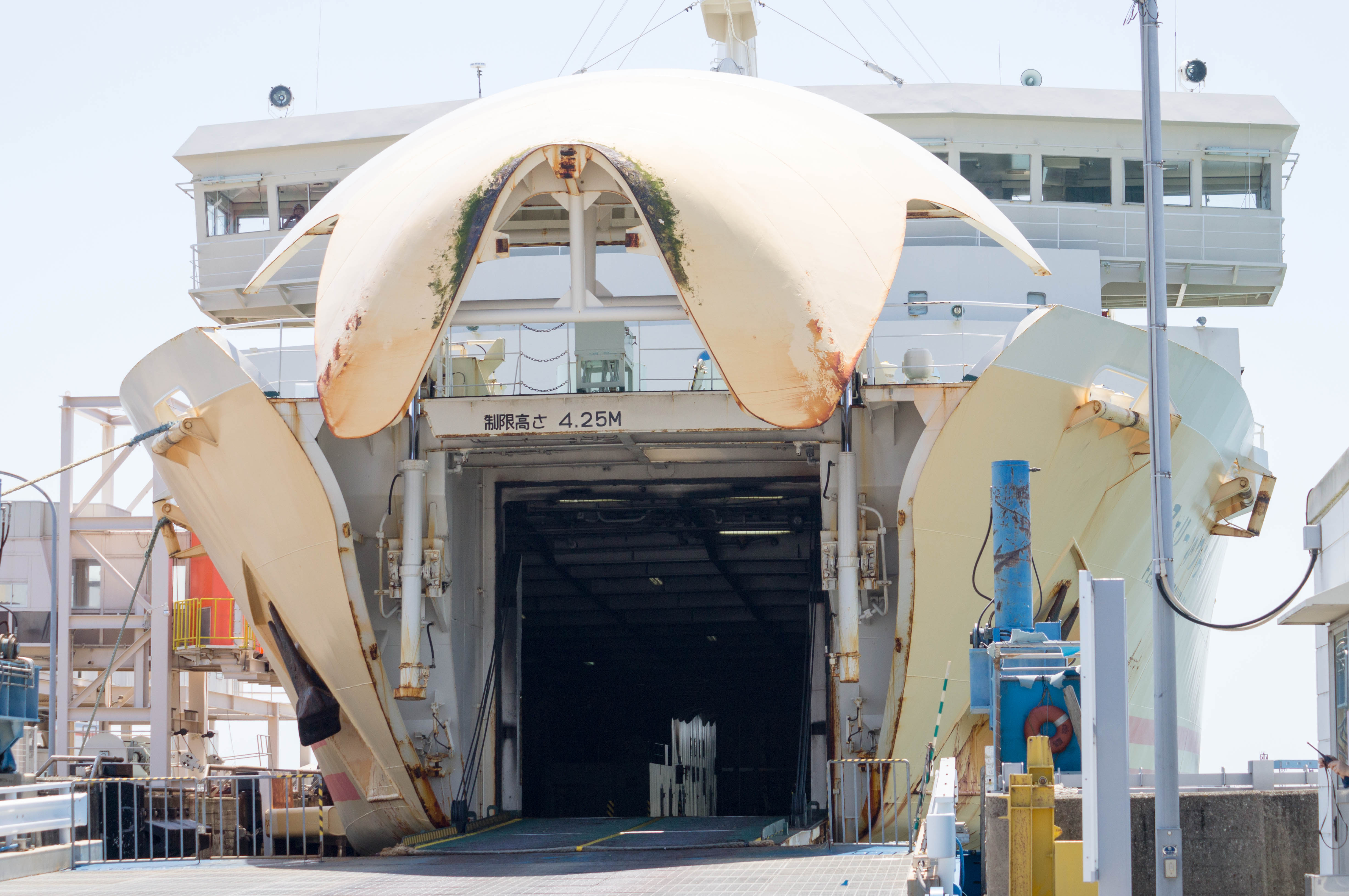
船首

## 事故・インシデント

### 貨物船との衝突
1999年10月8日、7時25分、和歌山港から徳島港へ向かっていた本船は、和歌山港を出港する際、入港してきた貨物船栄徳丸と港内で衝突した。フェリー桟橋を離桟した本船の右舷船首部に、中ふ頭第1岸壁に着岸するため右転した栄徳丸の船首部が前方から50度の角度で衝突し、本船は右舷船首部の外板に破口を伴う損傷を生じ、栄徳丸は、船首部が圧壊した。事故原因は、栄徳丸が、動静監視不十分で、右転して本船の前路に進出したことで発生したが、本船が港内の状況に合わせた操船をしなかったことも一因とされた。